# Alfred Jeske
Alfred Maksymilian Juliusz Jeske (ur. 31 sierpnia 1923 w Chwalęcinku, zm. 2 marca 2008 w Pile) – polski farmaceuta, epidemiolog i działacz społeczny związany z Piłą.

## Życiorys
W 1951 ukończył studia na Wydziale Farmaceutycznym Akademii Medycznej w Poznaniu, po czym pracował jako asystent uczelniany. Od 1952 do 1976 pełnił obowiązki dyrektora Miejskiej Stacji Sanitarno-Epidemiologicznej (po reformie administracyjnej 1975: Wojewódzkiej) w Pile. W latach 1976–1981 pracował jako obwodowy inspektor sanitarny PKP Piła–Gorzów Wielkopolski. Od 1983 sprawował funkcję przewodniczącego oddziału wojewódzkiego Polskiego Towarzystwa Higienicznego.
Przez szereg lat był działaczem partyjnym SD, do którego przystąpił w 1955. W 1954 uzyskał mandat radnego Miejskiej Rady Narodowej, który sprawował przez kilka kadencji do 1980. W 1981 został wybrany przewodniczącym Wojewódzkiego Komitetu SD. W wyborach 1989 ubiegał się o mandat senatora w województwie pilskim, jednak uzyskał 2,86% głosów i nie wszedł do II tury. Na przełomie lat 80. i 90. pełnił obowiązki wiceprzewodniczącego WK SD w Pile.
Odznaczony Krzyżem Kawalerskim i Komandorskim Orderu Odrodzenia Polski oraz Złotym, Srebrnym i Brązowym Krzyżem Zasługi.